# Список умерших в 673 году

## Март
- Хлотарь III — правивший в Нейстрии и Бургундии в 657—673 годах король франков из династии Меровингов.

## Июль
- 4 июля — Эгберт I — король Кента (664—673).

## Август
- 18 августа — Ким Юсин — военачальник, идеолог и один из высших сановников древнекорейского государства Силла.
- 23 августа — Зияд ибн Уммея — побочный сын Абу Суфьяна, правитель Ирака и Восточных провинций Омейядского халифата.

## Сентябрь
- 6 сентября — Флавий Павел — герцог Септимании при вестготском короле Вамбе.

## Дата смерти неизвестна или требует уточнения
- Аль-Аркам ибн Абу аль-Аркам — ближайший сподвижник пророка Мухаммеда.
- Валаш — правитель Табаристана.
- Домангарт II — король гэльского королевства Дал Риада (660—673).
- Косьма, герцог Неаполя (670—672/673).
- Левдин Бодо, епископ Туля.
- Мэлдуб — отшельник, игумен из Малмесбери.
- Саид ибн Зейд — один из наиболее известных сподвижников пророка Мухаммеда, входит в категорию сподвижников, состоящую из десяти человек, которых пророк обрадовал вестью о рае.
- Сексбурга, королева Уэссекса.
- Файруз ад-Дайлями — персидский полководец, который был на службе у исламского пророка Мухаммеда и Праведных халифов Абу Бакра и Усмана.
- Янь Либэнь — китайский художник периода Тан.